# Montage of Heck: The Home Recordings
Montage of Heck: The Home Recordings es una compilación de grabaciones caseras por Kurt Cobain que se usaron como la banda sonora de la película Kurt Cobain: Montage of Heck, publicado póstumamente el 13 de noviembre de 2015 por Universal Music. El álbum se publicó como un CD de 13 pistas estándar, un álbum de lujo de 31 pistas y un casete de audio. La versión estándar de 13 pistas se centra en la música que se encuentra en los casetes personales de Cobain y la versión de lujo de 31 pistas muestra pistas del documental que incluyen palabras habladas, demos y canciones completas.

## Recepción crítica
Montage of Heck: The Home Recordings tuvo por lo general reseñas variadas. En Metacritic, que asigna una puntuación de hasta 100, el álbum recibió una nota media de 56, lo que indica «reseñas mezcladas o medias»; basada en dieciocho reseñas. El crítico principal de AllMusic, Stephen Thomas Erlewine, dejó por los suelos el álbum, declarando: «Aunque el álbum sea interesante por un tiempo, en cierto punto - y llega con bastante rapidez - la fascinación se cuaja y es difícil no sentirse sucio, como si estuvieras fisgoneando en el escritorio de tu querido hermano». Alexis Petridis de The Guardian criticó la publicación, diciendo: «En 21 años, la industria póstuma de Nirvana ha pasado de lanzar su sorprendente actuación en MTV Unplugged en New York a literalmente publicar grabaciones de Kurt Cobain haciendo pedorretas». También Jayson Green de Pitchfork indicó que «The Home Recordings marca el punto donde la explotación entra en el absurdo».
Sin embargo, Kyle Anderson de Entertainment Weekly elogió el álbum, considerándolo como «un artefacto cultural que proporciona una mirada interior al proceso creativo de un genio enigmático». El crítico de Tiny Mix Tapes Joe Hemmerling escribió: «Es un placer encontrarlo aquí, particularmente en las inusuales excursiones de Cobain al collage burroughsiano, pero estos placeres tendrán escaso valor para cualquiera que no esté ya convencido del peculiar genio del autor».

## Lista de canciones
Todas las canciones escritas por Kurt Cobain excepto donde se indica.

### Edición estándar
1. «The Yodel Song» – 3:37
2. «Been a Son» (demo) – 1:21
3. «The Happy Guitar» – 2:12
4. «Clean Up Before She Comes» (demo) – 2:35
5. «Reverb Experiment» – 2:52
6. «You Can't Change Me / Burn My Britches / Something in the Way» (demo) – 4:19
7. «Scoff» (demo) – 0:37
8. «Desire» – 2:27
9. «And I Love Her» – 2:05 (Lennon–McCartney)
10. «Sappy» (demo) – 2:30
11. «Letters to Frances» – 2:05
12. «Frances Farmer Will Have Her Revenge on Seattle» (demo) – 4:24
13. «She Only Lies» – 2:47

### Edición de lujo
1. «The Yodel Song» – 3:37
2. «Been a Son» (demo) – 1:21
3. «What More Can I Say» – 3:09
4. «1988 Capitol Lake Jam Commercial» – 1:27
5. «The Happy Guitar» – 2:12
6. «Montage of Kurt» – 2:12
7. «Beans»– 1:22
8. «Burn the Rain» – 1:17
9. «Clean Up Before She Comes» (demo) – 2:35
10. «Reverb Experiment» – 2:52
11. «Montage of Kurt II» – 1:09
12. «Rehash» – 2:35
13. «You Can't Change Me / Burn My Britches / Something in the Way» (demo) – 4:19
14. «Scoff» (demo) – 0:37
15. «Aberdeen» – 4:19
16. «Bright Smile» – 1:56
17. «Underground Celebritism» – 0:29
18. «Retreat» – 2:13
19. «Desire» – 2:27
20. «And I Love Her» – 2:05 (Lennon–McCartney)
21. «Sea Monkeys» – 0:55
22. «Sappy» (demo) – 2:30
23. «Letters to Frances» – 2:05
24. «Scream» – 0:32
25. «Frances Farmer Will Have Her Revenge on Seattle» (demo) – 4:24
26. «Kurt Ambiance» – 0:26
27. «She Only Lies» – 2:47
28. «Kurt Audio Collage» – 0:25
29. «Poison's Gone» – 2:12
30. «Rhesus Monkey» – 0:44
31. «Do Re Mi (Medley)» – 10:11

### Super edición de lujo box set
También se publicó una super edición de lujo box set conteniendo el documental Kurt Cobain: Montage of Heck tanto en DVD como en Blu-ray junto con el Montage of Heck: The Home Recordings en CD y en casete de audio (versiones del álbum de lujo de 31 pistas). También contenía un libro de tapa dura de 160 páginas con más entrevistas y fotos, un rompecabezas de 12x12 de doble cara en su propio estaño, un póster de la película de 18x24 doble cara, postales coleccionables de doble cara de 5x7 y un marcador.

## Rankings
| Ranking (2015)                   | Posición más alta |
| -------------------------------- | ----------------- |
| Australian Albums (ARIA)         | 75                |
| Bélgica (Ultratop flamenca)      | 42                |
| Bélgica (Ultratop valona)        | 78                |
| Países Bajos (Album Top 100)     | 51                |
| Francia (SNEP)                   | 65                |
| Irlanda (IRMA)                   | 46                |
| Italia (FIMI)                    | 47                |
| España (PROMUSICAE)              | 94                |
| Suiza (Schweizer Hitparade)      | 47                |
| Reino Unido (UK Albums Chart)    | 51                |
| UK Soundtrack Albums (OCC)       | 1                 |
| US Billboard 200                 | 121               |
| US Soundtrack Albums (Billboard) | 1                 |